# Sisavath Keobounphanh
Sisavath Keobounphanh (laotański: ສີສະຫວາດ ແກ້ວບຸນພັນ; ur. 1 maja 1928 w prowincji Houaphan, zm. 12 maja 2020 w Wientianie) – laotański polityk, wojskowy. Wiceprezydent Laosu od 1996 do 1998, Przewodniczący Rady Ministrów (Premier) Laosu od 24 lutego 1998 do 22 marca 2001.
Pochodzi z prowincji Houaphan. Od kwietnia 1947 walczył w Lao Issara. W 1949 powołany w jej ramach jako polityczny oficer do Brygady Raxavong, którą dowodził Kaysone Phomvihan. Od 1 maja 1950 członek Komunistycznej Partii Indochin, a od jej założenia 22 marca 1955 członek Laotańskiej Partii Ludowo-Rewolucyjnej (od 1955 jako członek Komitetu Centralnego). Był jednym z dowódców Pathet Lao. W 1972 powołano go w skład Biura Politycznego LPR-L jako dziewiątą najważniejszą osobę w państwie. W 1975 odegrał kluczową rolę w zdobyciu miasta Ban Huayxay.
Od 1975 po przejęciu władzy przez Laotańską Partię Ludowo-Demokratyczną mianowano go na stanowisko ministra oraz sekretarza partii w Viang Chang. Był szefem sztabu armii, a w grudniu 1980 uzyskał nominację generalską. Od 1982 był ministrem spraw wewnętrznych, od kwietnia 1986 członkiem Biura Politycznego Partii. W swoim rejonie dbał o poprawę relacji z Tajlandią. Z większości funkcji partyjnych i wojskowych zdegradowany w 1991 wskutek oskarżeń o korupcję; objął jednak wówczas ministerstwo rolnictwa i leśnictwa.
Od 1996 był wiceprezydentem u boku Nouhaka Phoumsavanha. Został premierem po tym, jak jego poprzednik Khamtai Siphandon objął stanowisko prezydenta. W 2001 zastąpił go Bounnhang Vorachith. Od 2001 do 2011 był przewodniczącym Laotańskiego Frontu Narodowego Budowania, frontu koordynującej działania krajowych organizacji. W 2011 zakończył pełnienie wszystkich funkcji państwowych i przeszedł na emeryturę.
Płynnie posługiwał się językiem wietnamskim.